# Ditrichum sericeum
Ditrichum sericeum är en bladmossart som beskrevs av Edwin Bunting Bartram 1942. Ditrichum sericeum ingår i släktet grusmossor, och familjen Ditrichaceae. Inga underarter finns listade i Catalogue of Life.